# Historia del anime

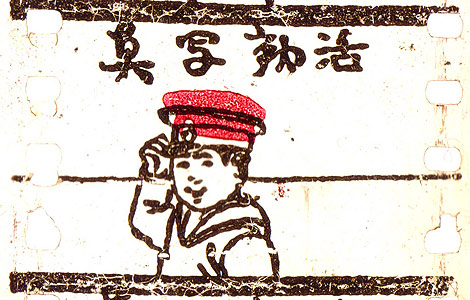
Fotograma de Katsudō Shashin (1907), la primera manifestación de la animación nipona.

La historia del anime, el género de animación de origen japonés, comienza en la segunda década del siglo XX.
Algún tiempo tras la Segunda Guerra Mundial, empezaron a surgir grandes compañías dedicadas tanto a las series televisivas como a los largometrajes, entre las que destaca Toei.
Aunque muchas siguieron en activo en las últimas décadas del siglo XX, y siguen al principio del siglo XXI, una serie de directores y creadores de historias han alcanzado renombre propio en este género, bien por obras de gran fama, como Katsuhiro Ōtomo con ("Akira"), Akira Toriyama con Dragon Ball, o Masashi Kishimoto con Naruto, como por sus largas y premiadas trayectorias como Hayao Miyazaki con Mi vecino Totoro,  o como Rumiko Takahashi con Inuyasha o Ranma ½, entre otros.

## Primeras obras

### Pioneros
En el plano internacional, en 1907, aparece la primera película de animación, Humorous Phases of funny face, del productor estadounidense James Stuart Blackton. En 1908, aparece en Francia Fantasmagorie, del dibujante Emile Cohl y producida por Gaumont. Este tipo de películas de animación llegan a los cines japoneses hacia 1910. Entre 1914 y 1917 se exhibieron unas 93 películas de animación extranjeras, siendo las americanas las de mayor popularidad. Ante tal fenómeno, los productores japoneses comenzaron a plantearse la realización de cine de animación nacional.

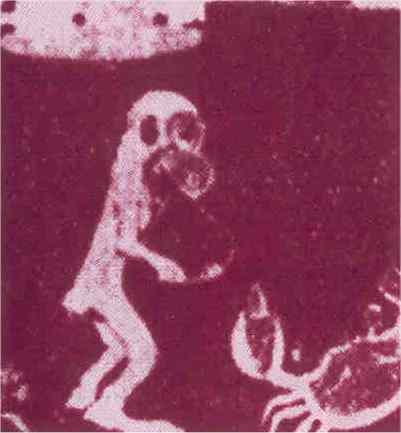
Único fragmento que se conserva de Saru Kani Gassen (1917)

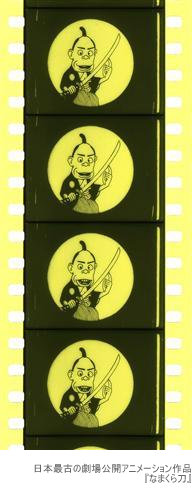
Objeto de la película de 1917 Hanawa Hekonai, Meitō no maki

La primera manifestación de la animación en el país nipón de la animación, Katsudō Shashin, está fechada en el año 1907. Se trata de un pequeño fragmento de 4 segundos de duración descubierto en 2005. Sin embargo, fue la compañía Tennenshoku Katsudō Shashin (Tenkatsu) quien produce la primera manifestación significativa, al encargar en 1916 al dibujante de manga Ōten Shimokawa una película del género. En aquella época no existía documentación en Japón sobre las técnicas de animación, por lo que la tarea de Shimokawa no fue fácil. No obstante, consiguió realizar el que se considera el primer filme de animación japonesa, Imokawa Mukuzō Genkanban no Maki —literalmente "Mukuzo Imokawa y el guardián de la entrada"—, estrenado en enero de 1917. Por su parte, el pintor de estilo occidental Seitaro Kitayama, interesado por las películas extranjeras de animación que veía, presenta un proyecto de realización propia a la compañía Nippon Katsudo Shashin (Nikkatsu), que esta acepta encargarle. Kitayama tampoco era un experto en la animación, pero a base de pruebas y errores, consiguió terminar Saru Kani Gassen —literalmente "La batalla del mono y el cangrejo"—, basada en el cuento popular japonés Saru Kani Gassen, que fue estrenada en mayo de 1917. Shimokawa y Kitayama comenzaron la realización de sus películas en 1916, coincidiendo con la puesta en marcha del dibujante de manga de corte político Sumikazu Kouchi, que por encargo ahora de la compañía Kobayashi Shokai, estrenaría en junio de 1917 Hanawa Hekonai, Meitō no maki —literalmente "Hekonai Hanawa y su nueva espada"—, con un samurái como protagonista.
La historia del cine de animación japonés comienza efectivamente en 1917 gracias a los trabajos de estos tres pioneros, pero no se conserva copia de ninguna de estas películas por lo que se desconocen otros datos. La de Kouchi fue la más elogiada de ellas por las críticas de la época, siendo además la primera en rodarse, aunque se estrenará después de las otras dos.
Shimokawa llegó a realizar cinco películas de animación, pero debido a la sobreexposición y al reflejo luminoso que conllevaba el proceso, sus ojos experimentaban gran cansancio, por lo que decidió abandonar este trabajo y volver a dibujar manga. Kouchi también se apartó del cine de animación tras realizar cuatro películas, pero luego volvería temporalmente a este campo debido a que personalidades de la esfera política le encargaron cortos de propaganda. Por el contrario, Kitayama se dedicó plenamente a la realización de películas de animación. Comenzó empleando como ayudantes a jóvenes aspirantes a pintores, a los que enseñaba las técnicas del dibujo animado. Kitayama, que en 1917 llegó a realizar hasta diez películas, presenta ese mismo año una película basada en el personaje infantil Momotarō, que consigue exportar a Francia, convirtiéndose en el primer producto de animación japonesa que llegó a occidente. Kitayama crea sus propios estudios de cine en 1921 pero el gran terremoto de Kantō de 1923 destruyó sus instalaciones de Tokio, por lo que decide mudarse a Osaka. Allí se aparta de los dibujos animados para dedicarse a rodar documentales informativos para una empresa de noticias local. No obstante, la gran importancia de la labor de Kitayama residirá en haber enseñado las técnicas de la animación a una serie de jóvenes que proseguirán el trabajo que él empezó.
Uno de estos fue Sanae Yamamoto, cuyo nombre original era Zenjiro Yamamoto. Era un aspirante a pintor que acudió a trabajar a los estudios de Kitayama, donde quedó fascinado por el mundo del dibujo animado. Al marcharse su maestro de Tokio, Yamamoto decidió independizarse y formar sus propios estudios de animación. En 1925 realizó Ubasute yama —literalmente "La montaña donde se abandona a los viejos"—, que tiene como tema el respeto y cuidado de los ancianos. Consiguió el patrocinio de la Secretaría de Educación para una serie de películas de animación de corte educativo, y entre sus obras más representativas se encuentran Usagi to Kame —literalmente "El conejo y la tortuga", 1924— y Nippon-ichi Momotarō —literalmente "Momotarō, el número 1 de Japón", 1928—.
También de esta época es Shiobara Tasuke, dirigida por Hakuzan Kimura. Este trabajaba pintando murales de anuncios para las salas cinematográficas, pero cambió su profesión para dedicarse a los dibujos animados, y pronto destacó por sus historias de samuráis. En 1932 rueda la primera película erótica de la animación japonesa, Suzumi-Bune —literalmente "El paseo nocturno en barco"—, que le cuesta ser detenido por la policía y la confiscación de la película. Kimura, individuo del que se desconocen muchas cosas, entre ellas las fechas de nacimiento y muerte, se retiró tras este incidente. Existen rumores de que una copia fue vendida ilegalmente al extranjero, pero en cualquier caso Suzumi-Bune se convirtió en una película fantasma, imposible de ver. Al parecer se trataba de un traslado a la pantalla del mundo erótico creado por los artistas del Ukiyo-e del período Edo.
Otro discípulo de los pioneros —en este caso de Sumikazu Kouchi— fue Noburō Ōfuji, que empezó la producción de dibujos animados gracias a la ayuda económica de su hermana mayor, Yae. Su primera película fue Bagudajo no tozoku —literalmente "El ladrón del castillo de Baguda", 1926—. Como material de trabajo utilizaba el tradicional papel chiyo, popular desde el período Edo, pero sus colores no pudieron ser recogidos por la fotografía en blanco y negro de la época. Ōfuji también realizó varias películas de animación con siluetas, como fue el caso de Kujira —literalmente "La ballena", 1927—, cuyas imágenes hizo acompañar con la música de la ópera Guillermo Tell de Rossini. Ōfuji dedicó mucho tiempo a estudiar la posibilidad del cine sonoro y en color, y gracias a la ayuda de su hermana, consiguió realizar casi todas sus películas prácticamente sólo.
En 1923, año del gran terremoto de Kantō, Yasuji Murata ingresó en la recién formada Yokohama Cinema Shokai, en principio dedicada a la importación de películas extranjeras. Murata comenzó a trabajar allí pintando esporádicamente murales de películas para los cines, pero el presidente de la compañía le contrató como empleado fijo al ver su talento para el dibujo. Murata también escribía los rótulos para las películas extranjeras de la compañía, pero, impresionado por las películas de animación de John Randolph Bray que aquella importaba, propuso a su presidente la producción propia de cintas similares. Autodidacta de la materia, Murata escogió una popular historia infantil para su primera realización, Saru Kani Gassen. Desde entonces hasta que dejó la compañía en 1937, Murata rodó cerca de 30 películas de dibujos animados, la mayoría de corte educativo..

### Primeros adelantos técnicos

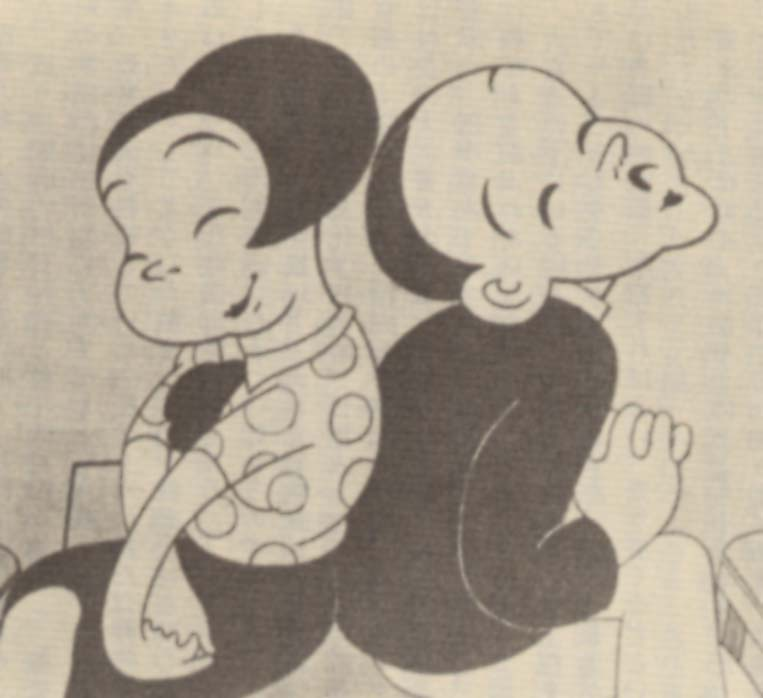
Fotograma de la película de 1933 Chikara to onna no yo no naka, la primera película de animación japonesa sonora.

Normalmente el trabajo de animación era muy laborioso. La empresa Yokohama Cinema Shokai se adelantó a sus competidores al comprar una nueva cámara de motor automático que no requería mover una manivela, lo cual permitía acelerar el trabajo. La primera película rodada con esta cámara fue Kaeru wa kaeru —literalmente "Una rana es una rana", 1929—, encargada nuevamente a Yasuji Murata.
Para el cine de animación, el celuloide es un material indispensable, pero en Japón no se fabricaba. El celuloide comenzó a distribuirse con profusión Estados Unidos a finales de 1914 con los trabajos de Earl Hurd, quien además lo patentó. Como producto de importación, el celuloide era muy caro en Japón, por lo que en su lugar se empleaba una especie de cartulina sobre la que se dibujaban los personajes, que luego se recortaban y fotografiaban —animación con recortes—. Murata era un maestro de esta técnica y no tenía nada que envidiar a sus competidores que usaban celuloide. Como título más representativo de animación con recortes destaca su Tsuki no miya no Oujo-sama —literalmente "La reina del Castillo de la Luna", 1934—.
El primero en utilizar en Japón el tan preciado celuloide para el cine de animación fue Kenzō Masaoka, nacido en una familia adinerada de Osaka. Tras estudiar dibujo en una escuela de artes, inicialmente entra en el mundo del cine como actor, abandonando poco después en favor de la realización de dibujos animados. Su primera película fue Nansensu monogatari dai ippen Sarugashima —literalmente "La absurda historia de la isla de los monos", 1930—, acerca de un muchacho criado por un mono. Masaoka realizó también la primera película de animación sonora, Chikara to onna no yo no naka —literalmente "Las mujeres y la fuerza mueven el mundo", 1932—, donde utilizó parcialmente el todavía caro celuloide. Masaoka no escatimó en gastos para aumentar la calidad de sus películas, y así a partir de Chagama ondo —literalmente "El ritmo de la tetera", 1934— empleó el celuloide para el total de sus obras. Otro de sus títulos, Mori no yosei —literalmente "El hada del bosque", 1935— recibió elogios de sus colegas en el mundo de la animación y fue comparado a los cortos Silly Symphonies de Walt Disney.
Mientras que la mayoría de los cineastas contemporáneos se dedicaban a hacer películas de propaganda bélica para el ejército nacional, Masaoka realizó durante la guerra una obra de gran poesía que hará olvidar las penurias de la época y que quedará para la posteridad del género, Kumo to Chūrippu —literalmente "El tulipán y la araña", 1944—. De sus cintas de posguerra, la más representativa fue Suteneko tora-chan —literalmente "Tora, el gato abandonado", 1947—, sobre una gata que decide criar a un gatito que ha sido abandonado. Masaoka, por haber sido el primero en introducir el celuloide en los dibujos animados y el primero también en realizar una película sonora de esta modalidad, ha sido llamado «el padre de la animación japonesa» y es respetado como tal. Se necesitaba el triple de tiempo en realizar un episodio

### Segunda Guerra Mundial

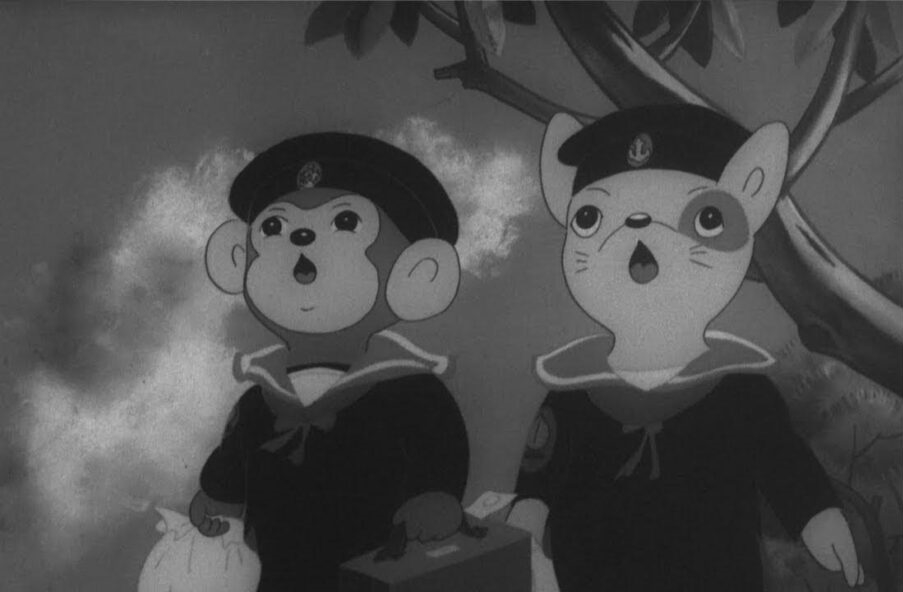
Momotarō, dios de las olas, el primer largometraje de anime con audio realizado en 1943.

En 1933, Mitsuyo Seo es contratado por los estudios de Kenzō Masaoka. Seo era un dibujante que destacó pronto por la gran rapidez con que realizaba su trabajo, que fue decisiva en la anteriormente citada Chikara to onna no yo no naka. Seo, que aprendió la técnica de sonorización de Masaoka, pronto se independizó. Su primera película fue Osaru no Sankichi bokusen —literalmente Sankichi el mono. Defensa antiaérea, 1933—, que recibió muy buenas críticas.
El 7 de diciembre de 1941 Japón ataca la base estadounidense de Pearl Harbour, comenzando su participación en la II Guerra Mundial. Entonces, la Armada Imperial encargó a Seo una película de propaganda que realzara los éxitos militares del Japón a los más jóvenes. Así, con un equipo de cinco personas, Seo realizó la película de dibujos animados Momotarō no Umiwashi —literalmente Las águilas marinas de Momotarō, 1942—, de 37 minutos de duración, que a pesar de su descarado carácter propagandístico, tuvo gran éxito entre el público infantil. La película la protagoniza el personaje de los cuentos infantiles Momotarō, capitán de un portaaviones, y por perros, monos y perdices que eran los pilotos de aviación. La flota enemiga es dirigida por un personaje de gran parecido con Bluto, antagonista de Popeye, que se dedica a correr de un lado para otro huyendo de los ataques japoneses.
Seo entró a formar parte de la Shochiku Doga Kenkyusho, donde también trabajaba Kenzō Masaoka, y allí vuelve a recibir un encargo de la Armada. En enero de 1942, el Cuerpo de Paracaidistas de la Armada había descendido sobre la isla de Sulawesi —Indonesia—, conquistando la base americana, así que se decidió airear también este primer éxito del cuerpo ante los niños japoneses con otra película de dibujos. De esta manera se gestó la realización de Momotarō - Umi no Shinpei —Momotarō, dios de las olas, 1943—, con un equipo de 70 personas, el mayor hasta entonces en la historia de la animación, y un tiempo total de elaboración de 14 meses. Finalmente se consiguió toda una superproducción de 74 minutos de duración, aunque el equipo se había reducido a 25 personas por haber sido llamado a filas parte del personal masculino y a las fábricas de armamento el femenino. Terminada la guerra, Seo realizó en 1947 Ōsama no shippo —literalmente La cola del rey—, vagamente inspirada en el famoso cuento de Hans Christian Andersen El traje nuevo del emperador, pero la película no se llegó a estrenar. Después de esto, Seo dejó el cine y se dedicó a dibujar para las revistas de niños, o a diseñar personajes para adornar la ropa infantil.
En 1933 se estrenó Ugoku-e Kori no tatehiki —literalmente El duelo del zorro y el tejón en dibujos animados—, que contaba una historia protagonizada por unos tejones que viven en un templo budista. Un zorro que ha adoptado la forma de samurái llega al templo, sucediéndose un duelo de transformaciones entre los tejones y el zorro que termina con la derrota de este último. Entre los gags que aparecen en la película, está el del zorro-samurái disparando una ametralladora. El director fue Ikuo Oishi, quien tras filmar un anuncio en dibujos animados para una fábrica de chocolate, decidió dedicarse a la realización de cine de animación. Su obra más representativa fue Futatsu no taiyô —literalmente Los dos soles, 1929—, pero con el estallido de la guerra se dedicó a realizar películas de instrucción para la Armada. Durante uno de estos trabajos, el barco en el que volvía de rodar unas tomas en el extranjero es hundido por un submarino estadounidense, y Ikuo Oishi falleció.
En 1940 se estrenó una adaptación en dibujos animados de la famosa ópera de Puccini Madame Butterfly, Ocho-fujin no genso —literalmente Fantasía sobre la Dama Mariposa—, realizada por el sistema de animación con siluetas y firmada por Kazugoro Arai y su amigo Tobiishi Nakaya. Arai, que al igual que Tobiishi en realidad ejercía como dentista, decidió dedicarse a la animación por sombras tras quedar fuertemente impresionado por la visión de la alemana Prinzen Achmed —1926— de Lotte Reiniger. En los ratos libres que les dejaba su profesión, ambos se dedicaron a estudiar el mundo de la animación, llegando a convertirse en profesionales. En 1942 Tobiishi murió como consecuencia de la guerra, pero Arai continuó su trabajo en solitario. De sus obras más representativas destacan Ogon no tsuribari —literalmente El anzuelo de oro, 1939—, Jack to Mame no Ki —literalmente Jack y la mata de habichuelas, 1941— y Kagee eiga: Kaguya hime —literalmente La princesa resplandeciente, 1942—.

### Posguerra
Con la derrota de Japón en agosto de 1945 termina la II Guerra Mundial, constituyéndose en octubre del mismo año la Shin Nihon Dogasha, dedicada a la producción de películas de dibujos animados, con Sanae Yamamoto y Kenzō Masaoka como figuras principales. Centrada en Tokio, llegó a reunir hasta 100 personas para dedicarse al mundo de la animación, pero la falta de trabajo obligó a disolver la recién nacida compañía. En 1947, contando entonces con la colaboración de Yasuji Murata, se formó en su lugar la Nihon Manga Eigasha, donde Masaoka concluyó Sakura —literalmente El cerezo—, obra que describe las bellezas de Kioto a lo largo de las cuatro estaciones pero que, sin embargo, no llegó a estrenarse. Tras ello, en 1948 Yamamoto y Masaoka decidieron independizarse de Nihon Manga Eigasha para formar la Nihon Doga Company. 
En septiembre de 1950, con gran retraso, se estrenó en Japón la película de Disney Blancanieves y los siete enanitos —1937—, que según se dice, el director de animación Osamu Tezuka vio unas 50 veces. En 1952 Noburō Ōfuji rueda un remake de su película de 1927 Kujira. A la idea primitiva de animación por sombras, Ōfuji añadió la inspiración de las vidrieras occidentales para utilizar celofán coloreado. En el Festival de Cannes de 1953 compitió en la sección de cortos, pero finalmente el premio se lo llevó Crin Blanc —Albert Lamourisse, 1953—, quedando su obra en segundo puesto. Se dice que Pablo Picasso vio entonces este trabajo de Ōfuji, por el que quedó fuertemente impresionado. Poco después, la película de animación por siluetas Nazo no yurei-sen —literalmente El barco fantasma, 1956— consigue un premio especial en Venecia, con lo que el nombre de Ōfuji pasa a ser reconocido en el extranjero.
En enero de 1950, el dibujante Ryūichi Yokoyama, conocido por el manga Fuku-chan, decidió dedicarse al mundo de la animación tras haber visto el corto de Disney The Skeleton Dance —1929—, que se había estrenado en Japón en 1930. Para ello, compró una cámara de 16 mm y convirtió su casa en estudio de cine, que llamó Otogi Productions, comenzando el trabajo en marzo del mismo año con un equipo de seis personas. Su primera película fue el mediometraje Onbu o-bake —literalmente El duende a hombros—, de la que hizo una proyección en sala privada en diciembre de 1955, con asistencia de varias personalidades de la esfera cultural, entre ellas Yukio Mishima. Su segunda película fue Fukusuke, que se estrenó en salas comerciales en octubre de 1957. Al año siguiente utilizó el amplio terreno del jardín de su casa para construir unos estudios mayores, aumentando su equipo a 23 personas. Tras ello realizó su tercera película, Hyotan suzume —1959—, que cuenta la lucha contra unas ranas malvadas que han roto la paz de una aldea de pacíficas congéneres. A continuación estrenó Otogi no sekai ryoko —literalmente Viaje alrededor del mundo, 1962—, compuesta por cinco partes, la tercera de los cuales, Tatsumaki ni sukareta akai shatsu —literalmente La camisa roja que se llevó el ciclón—, tiene el interés adicional de remitirse al estilo del ukiyo-e.
Otogi Productions necesitó considerables préstamos de dinero para poder realizar largometrajes, pero no consiguió recuperar la inversión realizada, por lo que terminó en bancarrota en 1972. Yokoyama termina así su labor pero contribuyó a la formación de nuevos técnicos del género. Uno de ellos, Shinichi Suzuki, llegó a realizar por su cuenta un cortometraje de ciencia ficción titulado Purasu 50 000 nen —50 000 años después, 1961—, que recibió buenas críticas en Francia con motivo de su proyección en el Festival Internacional de Cortometrajes.

### Bunraku

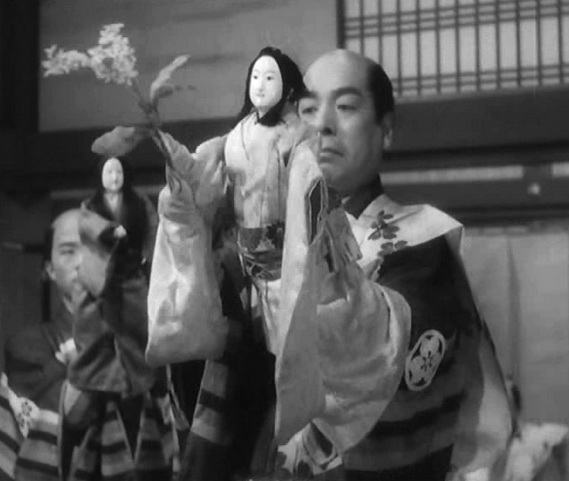
Fotograma de Saikaku Ichidai Onna (1952) en el que se ve una de estas marionetas del bunraku.

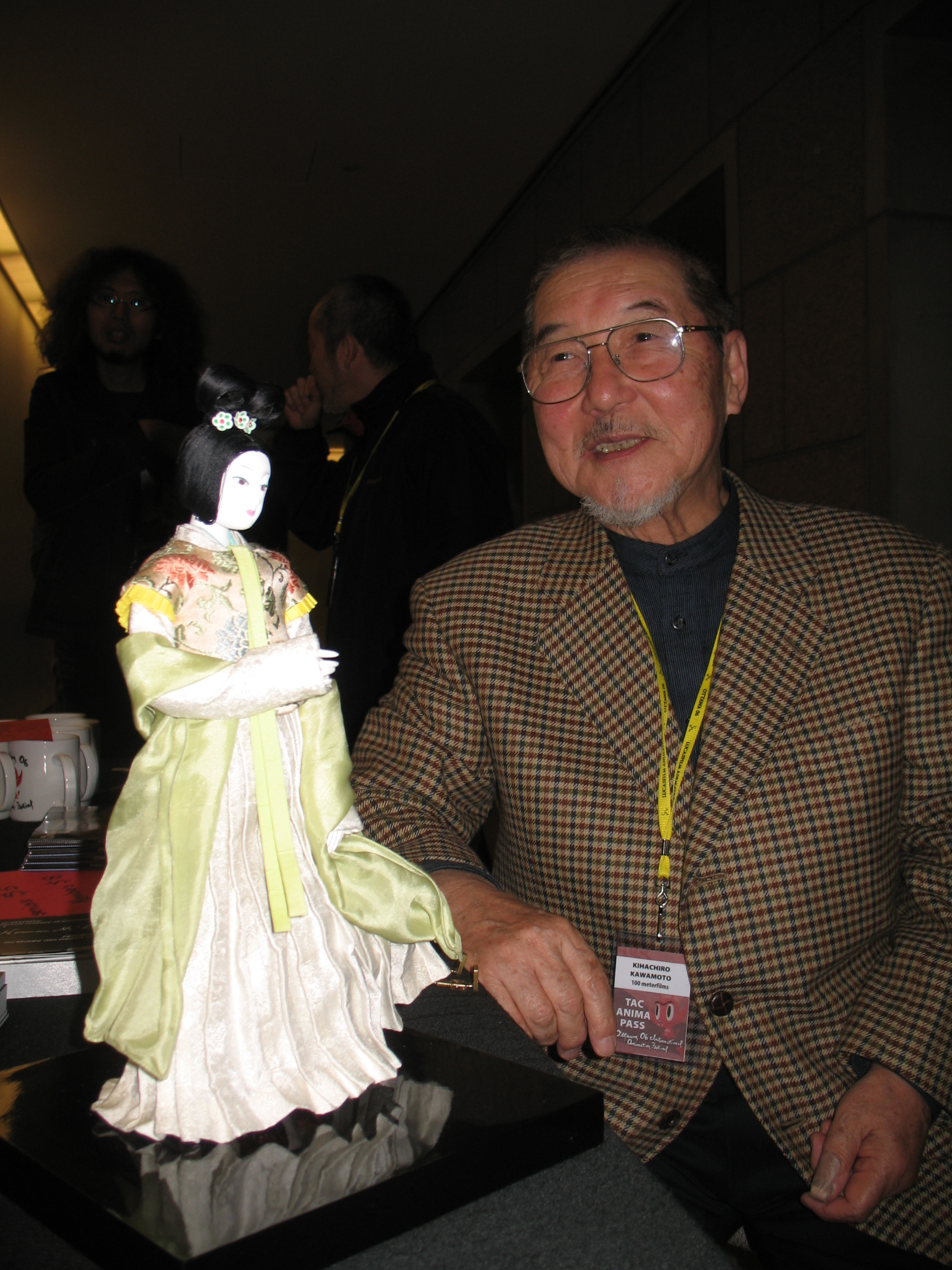
Kihachirō Kawamoto en 2006 junto a una marioneta del género.

En Japón existe un teatro tradicional de muñecos llamado bunraku, que todavía se representa de vez en cuando. En el cine de animación existe también la variante de películas de marionetas, cuyo exponente más conocido está en la cinematografía checa. Tadahito Mochinaga (1919-1999) fue el primero en producir animación basada en el bunraku, y enseñó esta técnica para el cine de animación a los realizadores chinos. Mochinaga, discípulo de Mitsuyo Seo, había sido encargado de realizar películas en China durante la guerra, y permaneció allí hasta 1955. Al regresar a Japón formó la Ningyo Eiga Seisakusha, dedicada al cine de marionetas y que ofreció nueve títulos, de los cuales destacan Uriko-hime to amanojaku —literalmente La princesa Uriko y el diablo rabioso, 1956— y Chibikuro Sambo no tora taiji —El negrito Sambo vence al tigre, 1956—. Este último consiguió el premio a la mejor película infantil en el Festival de Cine de Vancouver.
Como discípulos más aventajados de Tadahito Mochinaga en el cine de marionetas destacaron Kihachirō Kawamoto (1924) y Tadanari Okamoto (1932-1990). Kawamoto, tras una etapa trabajando con Mochinaga, viajó a Checoslovaquia en 1963 para conocer a su admirado Jiří Trnka (1912-1969), gracias al cual perfeccionó la técnica de animación de marionetas. De vuelta a Japón realizó con producción propia títulos de esta modalidad como Hanaori —literalmente La flor arrancada, 1968—, Oni —literalmente El demonio, 1972—, Dōjōji —literalmente El templo de Dojo, 1976— y Kataku —1979—, en su mayor parte basados en piezas tradicionales del teatro Nō o el Kyōgen.
Kawamoto consiguió varios premios en festivales internacionales, por lo que dio su nombre a conocer en el extranjero. Tadanari Okamoto, que aprendió también la técnica de Mochinaga, se independizó para formar la Eko sha, dedicada al público infantil. Sus trabajos más representativos fueron Fushigi na Kusuri —literalmente Un medicamento extraño, 1965—, Home my home —1970—, Chiko tan —1971— y Okon joruri —1982—.

## La industria de la animación

### Toei Doga
En agosto de 1948 nació la mayor productora de cine de animación de Japón, Toei. Hiroshi Okawa, presidente de la productora, se fijó en sus viajes al extranjero en el cine de dibujos animados estadounidense, y decidió poner los medios necesarios para el crecimiento en calidad del género en Japón hasta hacerlo exportable y competitivo. Hasta entonces, los productores japoneses de cine de animación contaban con instalaciones muy pobres y equipos reducidos, por lo que no era posible realizar largometrajes tan notables como los occidentales, ni alcanzarles tampoco en longitud o volumen. Okawa, tras estudiar la situación del género en Japón, decidió comprar la compañía Nichido Eiga de Sanae Yamamoto, pasando éste y sus 23 empleados a formar parte de Toei, que crea la subdivisión Toei Doga.
Okawa, al son de su lema favorito, «tenemos que convertirnos en la Disney de Oriente», construyó unos estudios de tres plantas con todas las facilidades modernas, y puso al frente de estos a Yamamoto como máximo responsable. Su primer y espectacular trabajo fue Hakujaden —La leyenda de la serpiente blanca, 1958—, superproducción de 78 minutos en la que trabajaron 109 personas y que se convirtió en el primer largometraje en color del cine de animación japonés.
Gracias al éxito de esta primera producción, Okawa se marcó el objetivo de estrenar un largometraje de animación por año. Uno de los que recibió mayor aceptación de crítica y público fue Wanpaku Ōji no Orochi Taiji —literalmente El valeroso príncipe derrota a la serpiente gigante, 1963—, dirigida por Yugo Serikawa (1931-2000), que procedía del cine de imagen real, donde era ayudante de dirección de Nobuo Nakagawa y Kyōtarō Namiki en Shintoho. Entre los ayudantes de Serikawa en esta película estaba el aún desconocido Isao Takahata, así como Yasuo Ōtsuka (1931), que era un funcionario dedicado a la lucha antidrogas que dejó su trabajo para dedicarse a la animación.

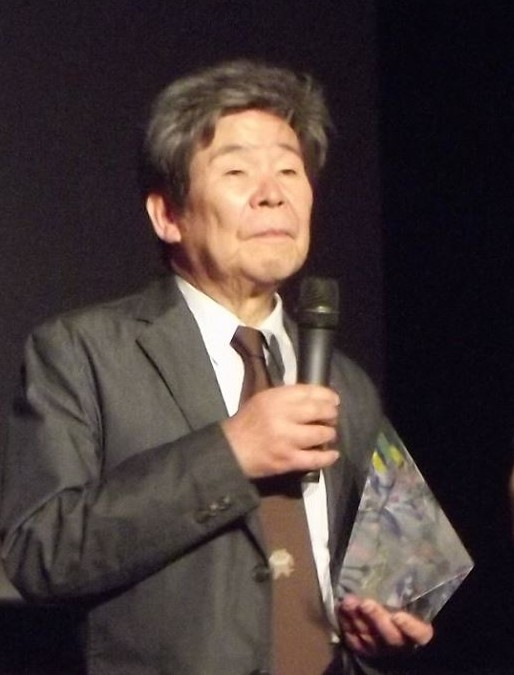
Isao Takahata en 2014.
Takahata y Miyazaki, ambos empleados de Toei, abandonaron el estudio para fundar el suyo propio, Studio Ghibli.

Takahata realizó otra de las obras maestras del cine de animación de Toei Doga, Taiyou no ouji Horusu no daibouken —literalmente Las aventuras de Horus, Príncipe del Sol, estrenada en España como La princesa encantada, 1968—, basada en una mezcla de la saga Yukara con leyendas escandinavas y que contaba la lucha del valeroso príncipe Horus contra el país de los hielos y la nieve, dominado por un ser malvado y su hermana menor Hilda, obligada a su pesar a obedecerle. Hilda, que posee una hermosa voz, es incapaz de resistirse a las órdenes de su hermano e intentará destruir la aldea donde vive Horus. Este tipo de tormento psicológico por la lucha entre el bien y el mal de un personaje, además femenino, no se había visto nunca en el cine de animación, por lo que fue muy comentado. El responsable principal de este retrato psicológico fue Yasuji Mori (1925-1992), mientras que el joven desconocido que se encargó del diseño de los paisajes de la aldea fue Hayao Miyazaki (1941), que ganó prestigio entre la profesión gracias a ello. La princesa encantada tenía como tema central la necesidad de unirse para hacer frente a las dificultades, una actitud que irónicamente rodeó su filmación, pues mientras el equipo mostraba ganas de trabajar frente la productora no paraba de poner pegas ante la continua escalada del presupuesto y la prolongación del trabajo. De hecho, estuvo a punto de paralizarse la producción de la película, pero gracias a la insistencia con que Takahata y su equipo defendieron su causa ante sus jefes, pudo terminarse. A pesar de las buenas críticas que cosechó, la película, que había costado una fortuna, sufrió un duro fracaso comercial, del que Takahata fue obligado a hacerse responsable con una bajada de categoría y sueldo más que notable. Ante ello, Takahata y Miyazaki deciden abandonar Toei poco después y buscar la forma de continuar realizando libremente películas de dibujos animados. Otros títulos representativos de Toei Doga fueron Wan wan chushingura —literalmente Rock el valiente, 1963, Daisaku Shirakawa—, Nagagutsu o haita neko —El Gato con Botas, 1969, Kimio Yabuki—, Dōbutsu takarajima —La isla del tesoro, 1971, Hiroshi Ikeda y Yasuji Mori— y Tatsu no ko Tarô —Taro, el hijo del dragón, 1979, Kirio Urayama—.
Toei Doga, que en 1998 cambió su nombre por el de Toei Animation, se adelantó a sus competidores al empezar en 1993 la digitalización del proceso de animación, que sustituyó a los largos procesos tradicionales y que hoy día es empleada en la casi totalidad del género producido en Japón. Por ello, a Okawa le corresponde no sólo el mérito de haber apostado por la animación japonesa consiguiendo llevarla hasta un nivel que permitiese su exportación a todo el mundo, sino también el de haber producido su digitalización, creando con ambas decisiones las bases para su crecimiento y difusión.

### Osamu Tezuka

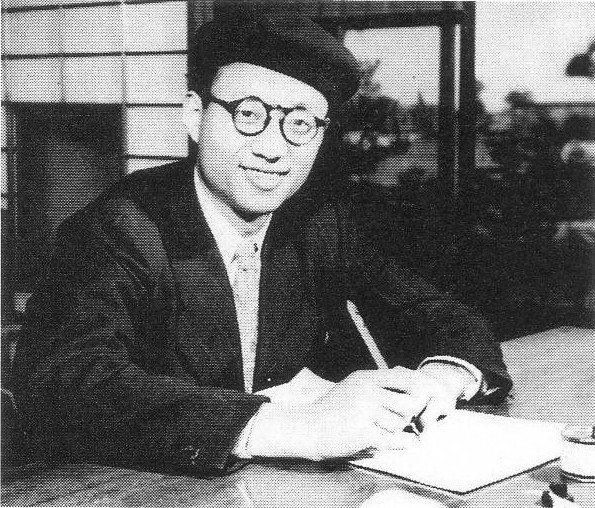
Osamu Tezuka en 1951.

Osamu Tezuka (1928-1989) fue también una figura clave. Era un estudiante de medicina que se vio obligado a trabajar en las fábricas durante la guerra. En abril de 1945, un día que descansaba de la fábrica, vio la película de Mitsuyo Seo Momotarō, mi no shinpei —Momotarō, dios de las olas, 1943— que, según lo que anotó en su diario, le dejó impresionado hasta el punto de prometerse realizar algún día su propia película de dibujos. Con objeto de concretar este sueño, en 1961 formaría su propia compañía, Mushi Production.
Su primera obra, de carácter experimental, es Aru machikado no monogatari —literalmente Historia de un rincón de la calle, 1962—. Con un trasfondo antimilitarista, los protagonistas son las paredes de una ciudad, testigos de una apasionada historia de amor entre el póster de un violinista y el póster de una pianista, romance que será interrumpido continuamente por los pósteres de un dictador. Con una duración de 39 minutos y un tono poético, Tezuka coordinó el montaje y la dirección, contando en este último apartado con la ayuda de Eiichi Yamamoto (1936), procedente de Otogi Productions, y Yusaku Sakamoto, que venía de Toei Doga.

### Series para televisión

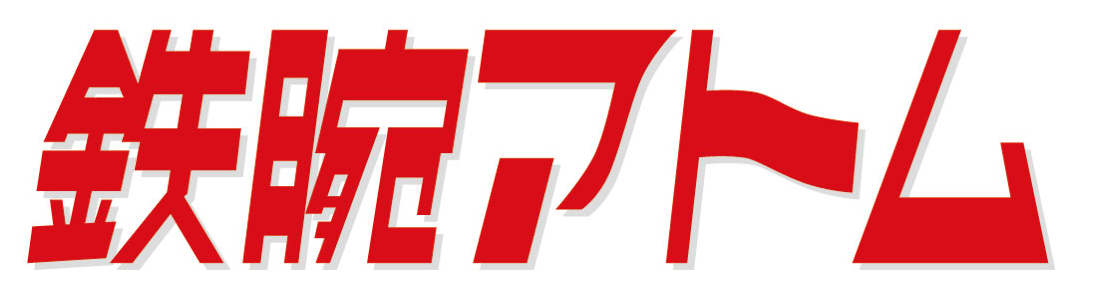
La primera serie de televisión de la animación nipona fue Astroboy.

La siguiente realización de Mushi Production fue una serie para la pequeña pantalla. La televisión comenzó sus emisiones en Japón en 1953, y las primeras muestras de animación que se televisaron procedían de Estados Unidos, con gran popularidad entre el público infantil. Toei Doga también se planteó la posibilidad de crear series de dibujos para la televisión, pero una entrega por semana suponía un trabajo demasiado pesado para ser rentable, por lo que abandonó la idea. En cambio, Tezuka, al frente de Mushi Production, decidió afrontar el reto que ello suponía, naciendo así la primera serie de la animación japonesa, con entregas semanales de 30 minutos.
El tema elegido fue el personaje de manga que el propio Tezuka había creado para aparecer periódicamente en una revista shōnen, el robot Tetsuwan Atomu, conocido en occidente como Astroboy. El laborioso trabajo que suponía hacer cuatro entregas mensuales se llevó a cabo por el sistema de animación limitada, que empleaba la menor cantidad posible de celuloide. En enero de 1963 se empieza a emitir la serie, que se ganó enseguida la aceptación infantil, llegando hasta un tercio de la audiencia. Tras ello, Toei Doga decide aprovechar el fenómeno y en noviembre del mismo año produce Ōkami shōnen Ken —literalmente Ken, el niño lobo, Sadao Tsukioka—, según una historia original que en cierto modo se acercaba a la de El libro de la selva de Rudyard Kipling.
Otra de las obras más conocidas de Tezuka es Janguru Taitei —literalmente El imperio de la jungla, 1966—, y la primera del medio que utiliza el color. Sin embargo, en aquella época la televisión en color era un lujo que pocos podían permitirse, por lo que la mayor parte de los niños tuvo que verla en blanco y negro.
Estas obras de Mushi Production para televisión consiguieron exportarse a Estados Unidos, donde Tetsuwan Atomu fue rebautizada como Astroboy y Janguru Taitei como Kimba, El León Blanco, nombres con que más tarde saltarían a Europa.

### La trilogía Animerama
En Mushi Production, Tezuka y Yamamoto trabajan en la trilogía llamada Animerama, tres películas experimentales consideradas precursoras de la animación para adultos: Senya Ichiya Monogatari (también conocida como Las mil y una noches)(1969), Kureopatora (también conocida como Cleopatra) (1970) y Kanashimi no Belladonna (también conocida como La tristeza de Belladonna) (1973). Con un gran componente de erotismo, violencia y psicodelia, fueron despreciadas en su época con el tiempo han llegado a ser consideradas de obras de culto.

### Los robots gigantes

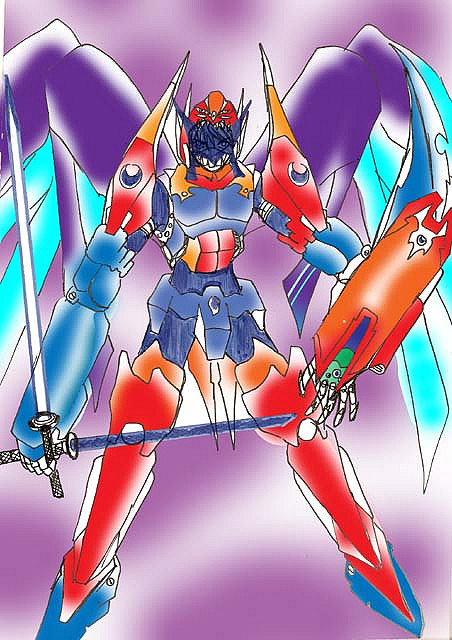
Las series de robots gigantes consagraron un género propio, el mecha.

Gracias al éxito de las series de televisión de Mushi Production y Toei Doga, surgió la competencia por parte de otras productoras. Cualquier género era susceptible de ser usado: deportes, fantasía, aventuras, series para chicos y para chicas... Al igual que Astroboy, muchas de estas series se emitieron en el extranjero. En la década de los 60 comenzó el tema de los robots gigantes con el anime en blanco y negro Tetsujin 28-gō —exportada como Gigantor—, de la productora Tele-Cartoon Japan —Eiken en la actualidad—, basado en el manga homónimo de Mitsuteru Yokoyama. Sin embargo, no fue hasta principios de los años 70 cuando comenzó el auge de las series de robots gigantes con a Mazinger Z, basada en los personajes creados por Gō Nagai, a la que seguirían varias imitaciones. Parte de estas series se exportaron, pero algunas de ellas resultaron problemáticas en países como Francia o Filipinas.
También hubo series de carácter educativo basadas en la literatura occidental, algunas mundialmente famosas como Heidi (1974), El perro de Flandes (1975) o Marco, de los Apeninos a los Andes (1976). De éstas, Heidi fue dirigida principalmente por Isao Takahata, mientras que el diseño y paisajes de las escenas corrió a cargo de Hayao Miyazaki. Incluso viajaron a Suiza para buscar paisajes reales que luego pudieran utilizar. La serie se emitió en Italia en 1976, pero muchos pensaron que se trataba de una serie italiana y no japonesa.
Fue gracias a la serie Uchū Senkan Yamato —exportada como Space Battleship Yamato o Star Blazers, 1974— la animación japonesa llegó a ser reconocida. En su primera retransmisión no consiguió una repercusión destacada, pero sí en su segundo pase, y a partir de que se efectuase un remontaje para su exhibición en salas cinematográficas, que provocó que los jóvenes hicieran cola ante los cines desde la noche anterior al estreno, fue recogido por todos los periódicos del momento como fenómeno sociológico. El creador de los personajes de esta serie fue Leiji Matsumoto, y gracias al éxito de Uchū Senkan Yamato, otras de sus obras fueron adaptadas a la pantalla. De éstas, la más popular fue Galaxy Express 999, cuyas adaptaciones para el cine, realizadas por Rintaro, comenzaron a estrenarse en 1979.
En 1979 se emitió la serie de robots gigantes Mobile Suit Gundam de Yoshiyuki Tomino (1941), pero no consiguió gran audiencia. No obstante, la alcanzó en su segunda emisión, llegando también a montarse ediciones especiales para su estreno en salas de cines (7 películas entre el año 1981 y el 2002). De la saga Gundam se emitieron hasta seis series distintas. Se vendieron perfectamente todo tipo de juguetes y reproducciones de robots inspirados en Gundam.

### El formato OVA
El formato OVA (Original Video Animation) tuvo su punto álgido a comienzos de la década de los 80. Se trata de producciones lanzadas directamente al ámbito doméstico, sin haber sido emitida previamente por televisión o estrenada en cines. La mayor calidad de estas producciones, junto con la situación económica de Japón, hizo que este formato compitiera con las series televisivas que los seguidores del género se daban el lujo de comprar.
El primer OVA fue el de Dallos realizado en diciembre de 1983. Era un anime de ciencia ficción que fue fruto del pionero esfuerzo del estudio Pierrot, que se aventuró en este nuevo y desconocido mercado.
Este formato sería muy importante en las décadas de 1980, 1990 y 2000, para la difusión de obras distintas a las emitidas en televisión y cine, entre estas podemos mencionar la primera versión Patlabor, Top wo nerae! Gunbuster, Otaku no Video, Bubblegum Crisis, Legend of the Galactic Heroes, FLCL, Tenchi Muyō! y la primera versión animada de JoJo's Bizarre Adventure, además de episodios especiales de las series televisivas más populares.

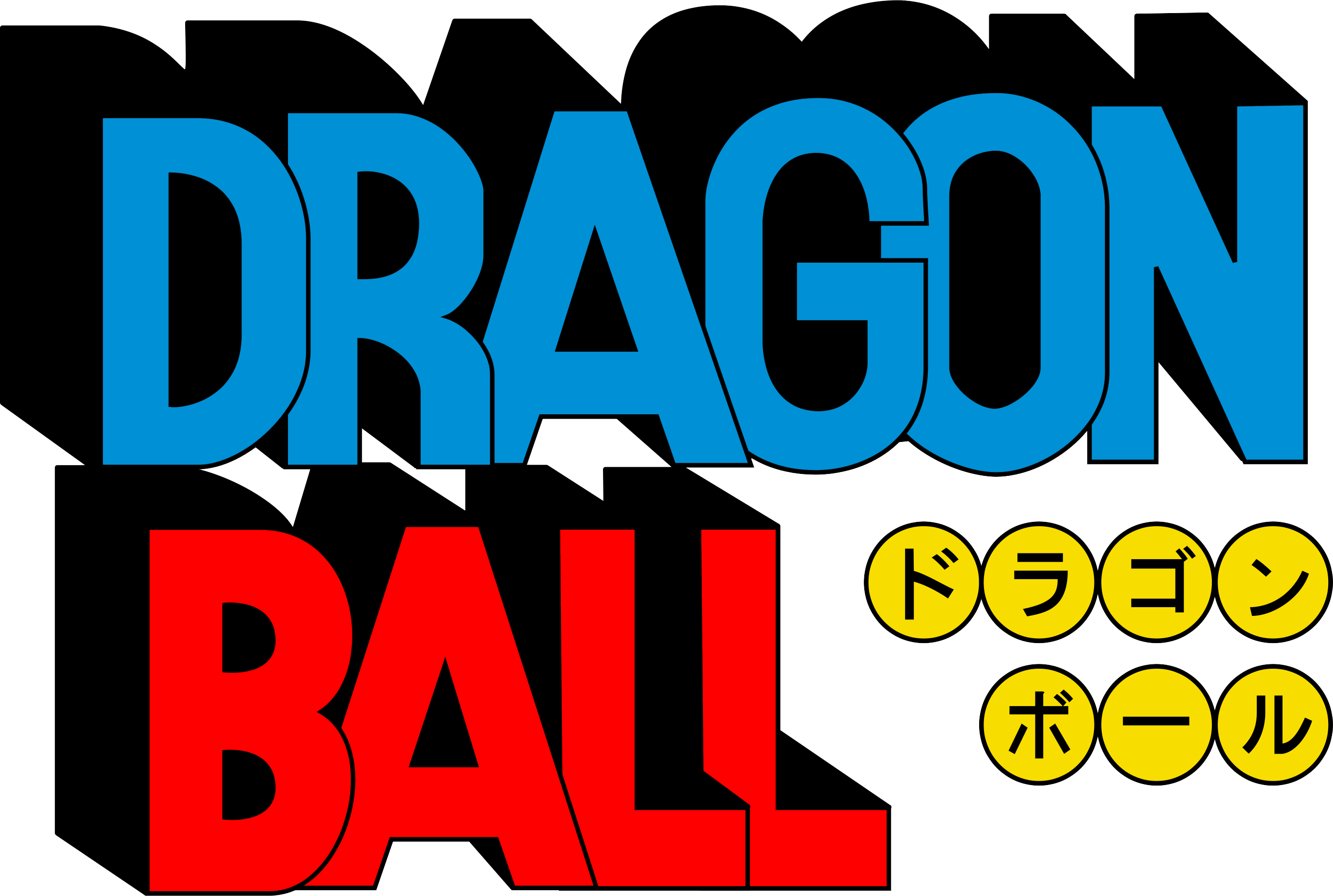
Series como Dragon Ball, Los Caballeros del Zodíaco o Sailor Moon tuvieron un gran éxito en lugares de todo el mundo.

La serie Neon Genesis Evangelion, con su trama psicológica y filosófica, redefinirían el género mecha.

### Finales delsigloXX
Las décadas de los 80 y 90 trajeron coincidencias con la irrupción a gran escala del anime en occidente, entre cuyos principales exponentes estuvieron series como Doraemon, basada en el manga de Fujiko F Fujio; Shin Chan; Hokuto no Ken, basada en el manga homónimo de Buronson y Tetsuo Hara; Dragon Ball, basada en el manga homónimo de Akira Toriyama; Saint Seiya, exportada como Los Caballeros del Zodiaco;' Capitán Tsubasa, conocida en el mundo hispano como Oliver y Benji o Supercampeones; Rurouni Kenshin, que fue titulada El guerrero samurái o Samurái X; Slayers, más conocida en el mundo hispano como Rina y Gaudi o Justicieros; Neon Genesis Evangelion, del director Hideaki Anno; Marmalade Boy o Kimagure Orange Road o Ranma ½ basado en el manga homónimo de Rumiko Takahashi. También hay animes de monstruos como Pokémon; Digimon y Yu-Gi-Oh. 
Estas permitieron el redescubrimiento del anime en occidente y que en muchos países se abriera el camino a la creación de culturas otakus propias. Además, permitió la masificación de las chicas mágicas que protagonizaban animes como Sailor Moon, Sakura Card Captor y Magic Knight Rayearth.
Con el estreno en 1995 de Neon Genesis Evangelion, obra que mezcla el mecha, subgénero de la ciencia ficción con una trama psicológica, provocó un salto hacia series televisivas orientadas a un público más adulto, con personajes y tramas complejas, testigo tomado por obras como Cowboy Bebop, Trigun o Serial Experiments Lain.
Adicionalmente, unido a todo esto el éxito de películas como Akira de Katsuhiro Otomo, Ghost in the Shell de Mamoru Oshii, Ninja Scroll de Yoshiaki Kawajiri, Perfect Blue de Satoshi Kon, y a las películas de Studio Ghibli como Mi vecino Totoro y La princesa Mononoke de Hayao Miyazaki, La tumba de las luciérnagas de Isao Takahata y Susurros del corazón de Yoshifumi Kondo, abriendo el cine de anime a occidente en las décadas siguientes consiguiendo el Premio Oscar por El viaje de Chihiro  del mencionado Hayao Miyazaki.

### Inicios delsigloXXI

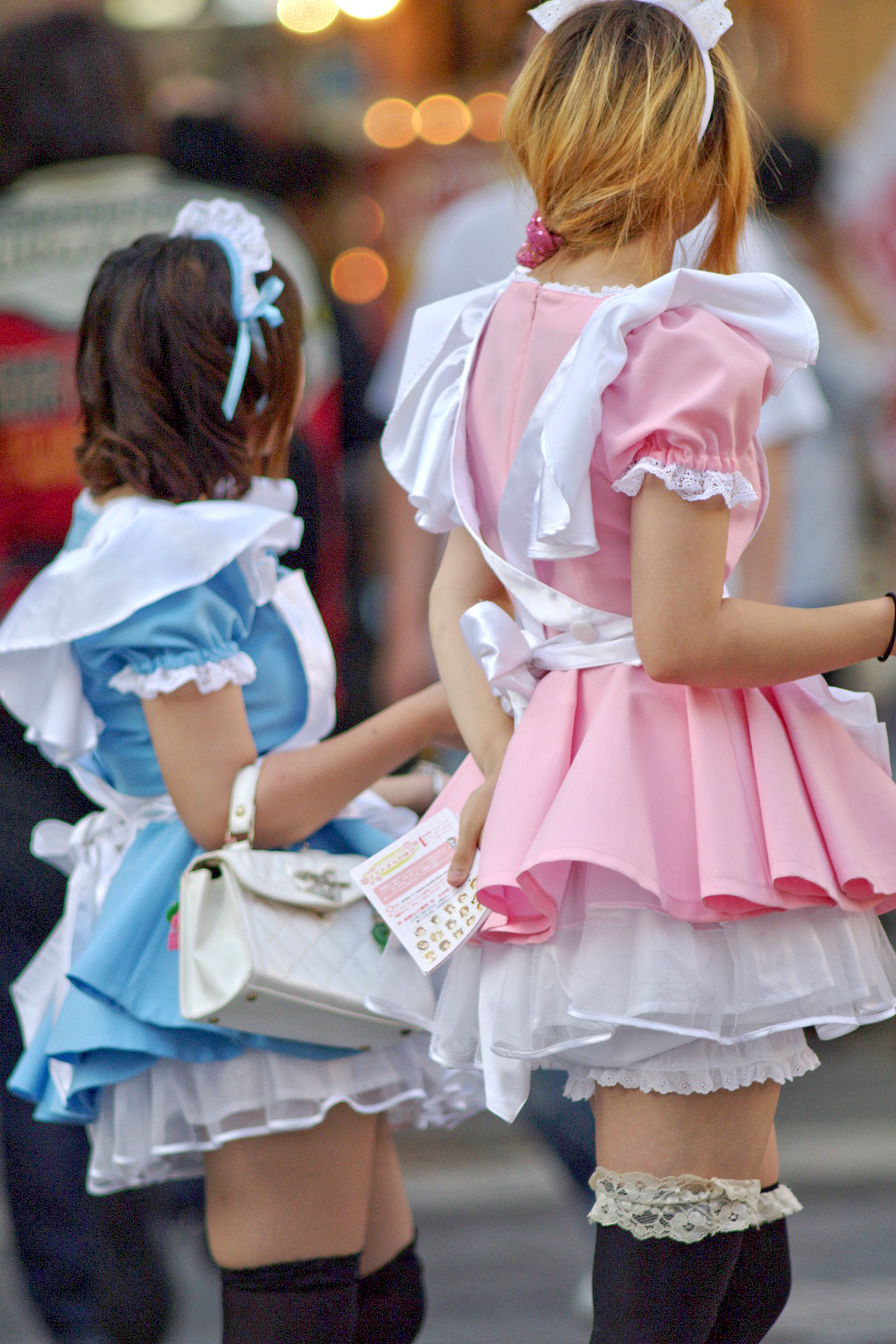
Los aficionados de la animación nipona, conocidos como otakus, han tenido una enorme repercusión en la expansión de la misma.

Imagen de un cuaderno como el utilizado en el anime Death Note

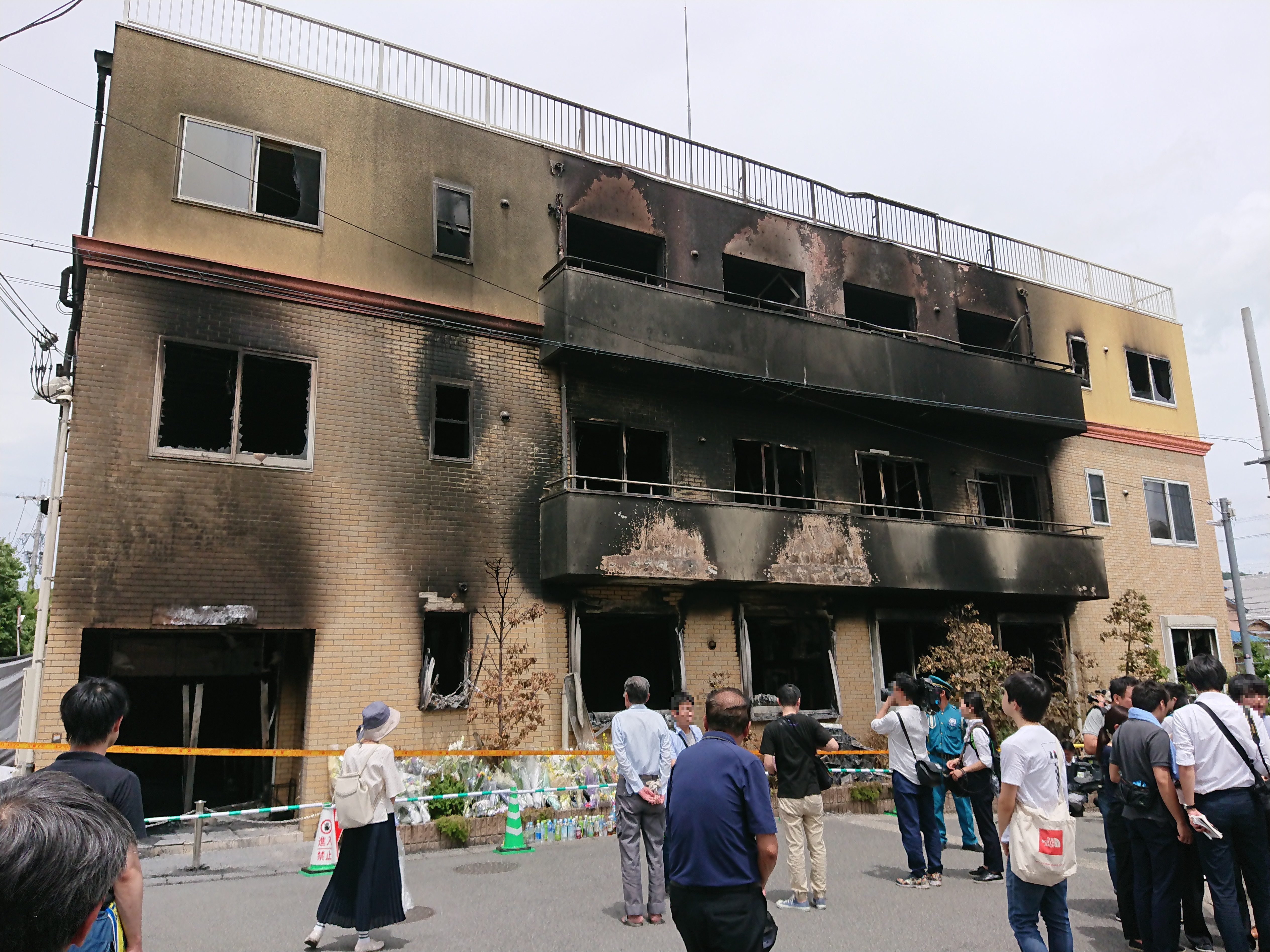
Edificio del estudio 1 de Kyoto Animation, luego del ataque incendiario ocurrido el 18 de julio de 2019

Una parte considerable de los mangas de éxito en Japón acaban en la actualidad con su versión en dibujos animados, ejemplos claros de los cuales son series como Rozen Maiden, One Piece, Naruto, Bleach, Inuyasha o Fullmetal Alchemist, entre muchas otras. Empiezan a ser menos frecuentes las series de anime originales, las que no están basadas en mangas, además de darse mucho menos el caso de mangas creados a partir de series de animación.
Cada vez más frecuente también es el caso de animes basado en videojuegos, a mediados de la década de los 90 con series como Pokémon o  Digimon, el primero basado en un videojuego de rol y el segundo en una mascota virtual. Entrando en el siglo XXI, nacen series como CLANNAD, School Days, Fate/stay night, Steins;Gate , Kanon  o AIR, siendo el más comúnmente adaptado un género de videojuegos llamado novelas visuales que guardan ciertas semejanzas de estilo con el manga y el anime.
Otra fuente de donde el anime a tomado adaptaciones es el caso de las Novelas ligeras, un género literario típico japonés, redactado con gramática simple que guarda similitudes con las novelas pulp de occidente, ha servido para material para realizar animes, como en el caso por ejemplo Sword Art Online, Hibike! Euphonium o Violet Evergarden.
El anime de recuentos de la vida ( también conocido por su nombre en inglés Slide of life), que son las que se centran en situaciones de la vida cotidiana proliferan en las primeras décadas del siglos XXI con animes como ejemplo:  Shirobako, Bakuman, Barakamon, Usagi Drop, Sora Yorimo Tōi Basho, Yuru Camp△ y K-On! . Además de los ya comunes animes de temática escolar como subgénero que suele ser también acompañado del género de romance como Toradora!, CLANNAD, Golden Time, Karakai Jōzu no Takagi-san, Kaguya-sama wa Kokurasetai: Tensai-tachi no Ren'ai Zunōsen, entre otros. Dentro del anime de recuentos de la vida mucho recurren a la estética moe como recurso de estilo como por ejemplo K-On!, Tamako Market, YuruYuri, Kobayashi-san Chi no Maid Dragon y Hitori Bocchi no Marumaru Seikatsu , etcétera.
También se vuelven comunes los animes de tipo musical, donde muestran historias centradas en intérpretes o conjuntos de música, como la ya mencionada K-On!, Hibike! Euphonium, BanG Dream! (incluyendo a It's MyGO!!!!! y Ave Mujica - The Die is Cast -), Shigatsu wa Kimi no Uso, Piano no mori, Nodame Cantabile, Nana, Beck, Carole & Tuesday, Show by Rock!!, D4DJ, Given, Bocchi the Rock!, Girls Band Cry, Rock wa Lady no Tashinamideshite, además de una serie de animes centrados en conjuntos de idols como por ejemplo Love Live!, The Idolmaster, Zombie Land Saga, Wake Up, Girls!, IDOLY PRIDE, Oshi ga Budōkan Ittekuretara Shinu. Temática que se ha expandido a otras artes como el caso de la gastronomía (Shokugeki no Sōma), pintura (Arte), teatro (Shōjo Kageki Revue Starlight, A3!, Stella of the Theater: World Dai Star), historietas o mangas (Bakuman), animación (Shirobako) y también hacía tradiciones japonesas como la interpretación del koto (Kono Oto Tomare!), el arte del rakugo (Shōwa Genroku Rakugo Shinjū), el arte caligráfico japonés (Barakamon), el juego del shogi (Sangatsu no Lion) o  el  arte del Kyūdō (Tsurune).
En contraposición al realismo cotidiano de los animes de recuentos de la vida, también se vuelve común el género conocido como isekai, donde un protagonista es una personal normal es trasladada un mundo fantástico como es el caso de Sword Art Online, Re:Zero kara Hajimeru Isekai Seikatsu, KonoSuba, Overlord, The Rising of the Shield Hero o No Game No Life.
También se vive un regreso del género del mecha con animes como Full Metal Panic!, Eureka Seven, Gurren Lagann, Code Geass, Darling in the Franxx o Mobile Suit Gundam: The Witch from Mercury, además de otros animes relacionados con la ciencia ficción como Psycho-Pass, Steins;Gate, Parasyte o Vivy: Fluorite Eye’s Song. 
Recientemente se ha popularizado con animes de Deportes en el futbol como Aoashi, Blue Lock, Captain Tsubasa, baloncesto como Slam Dunk, Kuroko no Basket, Ahiru no Sora, Ao no Hako, voleibol como Haikyū!!, lucha y boxeo como Ashita no Joe, Hajime no Ippo, Megalo Box o carreras como Uma Musume Pretty Derby. 
Mientras alcanzan gran popularidad de fantasía oscura como el anime como ejemplo Death Note, Shingeki no Kyojin, Tokyo Ghoul, Jujutsu Kaisen o Kimetsu no Yaiba.
El género nekketsu con los denominados "tres grandes": Naruto, One Piece y Bleach, logran gran popularidad internacional, esto adicionado al regreso de Dragon Ball con la saga Dragon Ball Super y a la adaptación al anime del clásico manga JoJo's Bizarre Adventure, testigo tomado por series de anime como Black Clover, Jujutsu Kaisen, My Hero Academia, Chainsaw Man y parodiado en otras como Gintama o One Punch-Man.
Gracias al terreno preparado en occidente por las series de las décadas anteriores ha permitido que gran parte del anime creado sea traducido y distribuido en los mercados de todo el mundo. En los últimos años surge además en occidente, de la mano de las culturas otaku de la década de los noventa, gran cantidad de grupos y fansub que traducen y distribuyen en Internet series de dibujos animados y mangas. Esto es, a su vez, causa y consecuencia de la creciente distribución del anime fuera de Japón, puesto que muchas series ya cuentan con renombre antes de ser licenciadas y traducidas, lo cual permite su más fácil exportación, gracias también a las plataformas de streaming por internet como Crunchyroll, Funimation, HIDIVE, Netflix, Disney+ o Amazon Prime Video, esto ha logrado una mayor difusión del anime.
En estos años surgen nuevos estudios y otros nacen a partir la salida de parte de los miembros de otros existentes, como por ejemplo desde el estudio Gainax surgen los estudios Khara, Trigger y Gaina, desde el estudio Madhouse surge MAPPA, desde A-1 Pictures surge CloverWorks y desde el Studio Ghibli surge Studio Ponoc, desde Ultra Super Pictures surge Sanzigen, entre otros. 
El 19 de julio de 2019 se produce la mayor tragedia de la historia del anime, un atentado incendiario contra el estudio de Kyoto Animation, produciendo 36 muertos y 34 heridos. Estudio de animación ubicado en Uji en la Prefectura de Kioto, considerado el más importante ubicado fuera de Tokio, alabado por la calidad de su animación y por el trabajo de sus directores Naoko Yamada, Tatsuya Ishihara, Taichi Ishidate y Yasuhiro Takemoto, este último una de las víctimas del incendio.

#### Anime en el cine a comienzos desigloXXI

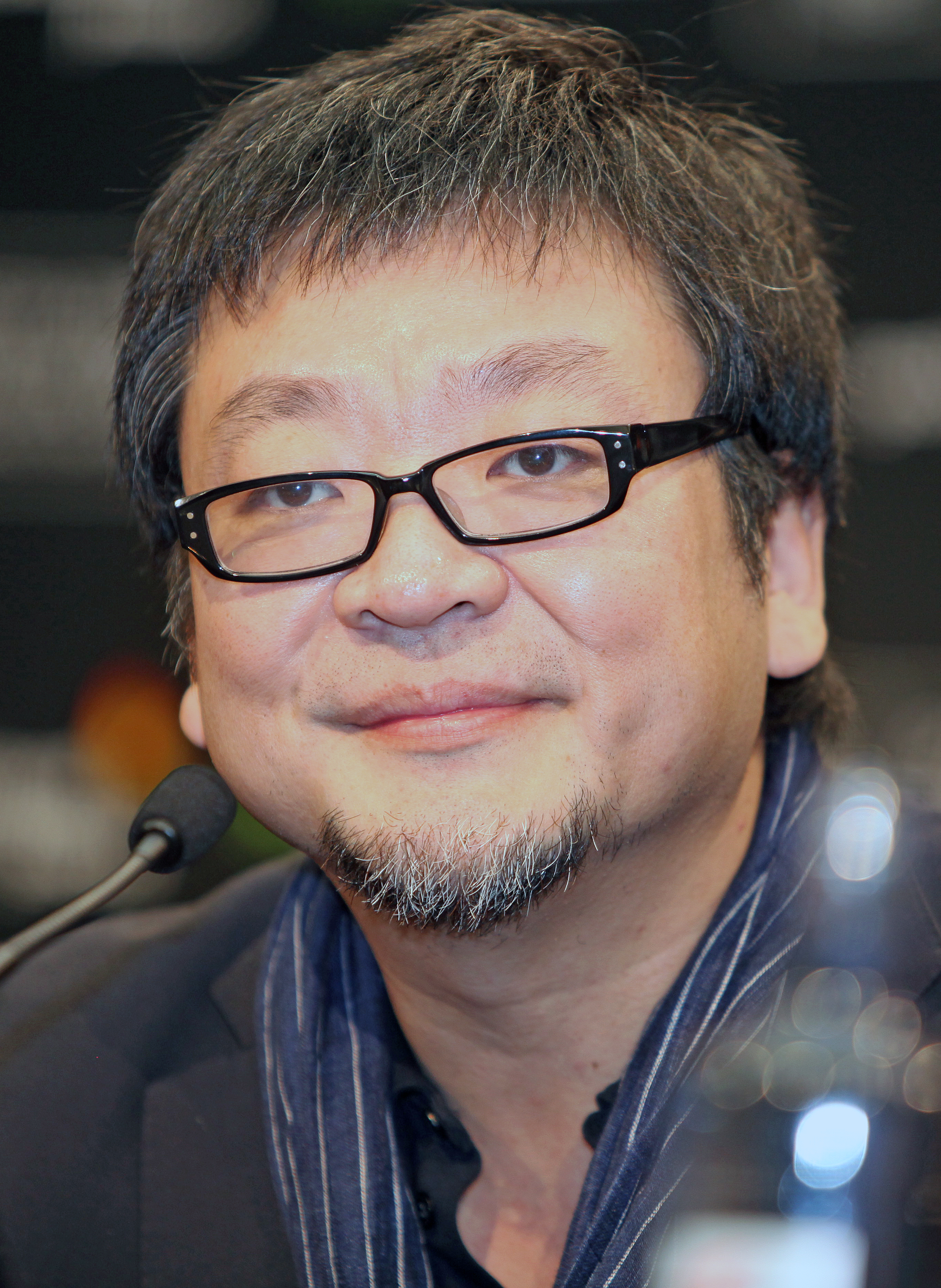
Mamoru Hosoda, uno de los directores de películas de anime más destacados a inicios del.

Además de las series, en el mundo del cine, las dos primeras décadas del siglo XXI fueron un período muy prolífico para las películas de anime, continuando con el éxito internacional del Studio Ghibli iniciado en 1997 con La princesa Mononoke y continuado por el El viaje de Chihiro (2001)  ambas del director Hayao Miyazaki; además de las películas de Studio Ghibli, destacando las películas de directores como Satoshi Kon, Mamoru Hosoda,Masaaki Yuasa, Makoto Shinkai, Naoko Yamada, Sunao Katabuchi, Keiichi Hara, Mari Okada, Goro Miyazaki, Hiroyuki Imaishi, Kitarō Kōsaka, Michael Arias, entre otros. 
Las películas de anime han logrado premios y reconocimientos dentro y fuera de Japón, siendo El viaje de Chihiro de Hayao Miyazaki, ganadora del premio Oscar a mejor película de animación y  el cortometraje La maison en petits cubes de Kunio Katō, ganador en la categoría Óscar al mejor cortometraje animado, además de otros reconocimientos recibidos a nivel mundial. Dentro de Japón la Academia Japonesa de Cine comenzó en 2006 a premiar a la mejor película de animación, siendo el director Mamoru Hosoda el más premiado recibiendo cinco de estos premios.
Las películas de anime han tenido también éxitos en recaudación, con películas como por ejemplo la mencionada El viaje de Chihiro, Kimi no Na wa. de Makoto Shinkai, Koe no Katachi de Naoko Yamada y Kimetsu no Yaiba: Mugen Ressha-hen de Haruo Sotozaki, tanto dentro como fuera de Japón.
En esta época el cine de Hollywood hace varias referencias y homenajes al anime, como por ejemplo Pacific Rim de Guillermo del Toro inspirado en el anime de mechas, Black Swan de Darren Aronofsky e Inception de Christopher Nolan inspiradas en las películas de Satoshi Kon, además de versiones live action de Ghost in the Shell y Alita: Battle Angel.

## Directores reconocidos

### Estudio Ghibli
Mientras, Isao Takahata y Hayao Miyazaki, tras abandonar Toei Doga se hallaban trabajando en series de televisión, pero este último sentía grandes deseos de volver al cine de dibujos para la pantalla grande. Miyazaki consiguió firmar como director su primera película gracias al encargo recibido de adaptar para el cine el popular personaje televisivo de Lupin III, en El castillo de Cagliostro (1979). Gracias al ritmo rápido que le insufló Miyazaki y a unos gags basados sobre todo en la acción, resultó una obra altamente reconocida.
Miyazaki publicaba desde 1982 en la revista especializada Animage el manga Nausicaä del Valle del Viento, que gozaba de gran prestigio. Así, en 1984 se presenta la producción Nausicaä del Valle del Viento, que el propio Miyazaki dirigió y guionizó, mientras que Takahata la produjo. Miyazaki retrata una Tierra devastada por la guerra, donde la humanidad está en peligro de extinguirse. A pesar de tratar un tema tan poco comercial como el de la relación entre los seres humanos y la naturaleza, el público mostró una gran respuesta.
Gracias al éxito de esta película, Takahata y Miyazaki convencen al magnate del mundo editorial Yasuyoshi Tokuma para que colabore en la formación de sus propios estudios de cine de animación, Studio Ghibli, que fueron inaugurados en 1985. Dentro de estos, Miyazaki dirigió títulos como El castillo en el cielo (1986), vagamente inspirada en Los viajes de Gulliver de Jonathan Swift; Mi vecino Totoro (1988), con una extraña criatura de los bosques a la que sólo pueden ver los niños de corazón limpio; Majo no Takkyūbin (1989), sobre las penalidades de una joven bruja; o Porco Rosso (1992).
Por su parte, Takahata dirigió La tumba de las luciérnagas (1988), basada en un argumento de Akiyuki Nosaka, que relata la historia de dos hermanos a los que los bombardeos americanos durante la guerra han dejado huérfanos. Tras ésta realizó Pompoko —Heisei Tanuki Gassen Ponpoko, 1994—, donde los tanuki protagonistas ven amenazada su morada por el desarrollo urbanístico y deciden pasar a la defensa empleando sus habilidades para transformar su apariencia.
Todas estas producciones tuvieron gran éxito comercial y repercusión también en el extranjero, donde empezó a cobrar fama el nombre del Studio Ghibli. Desde entonces, el estudio ha cosechado grandes éxitos, entre los que se encuentra el Óscar a la mejor película de animación en el 2002 por El viaje de Chihiro, así como las nominaciones a la misma categoría de Howl no Ugoku Shiro y Kaze Tachinu.

### Mamoru Oshii

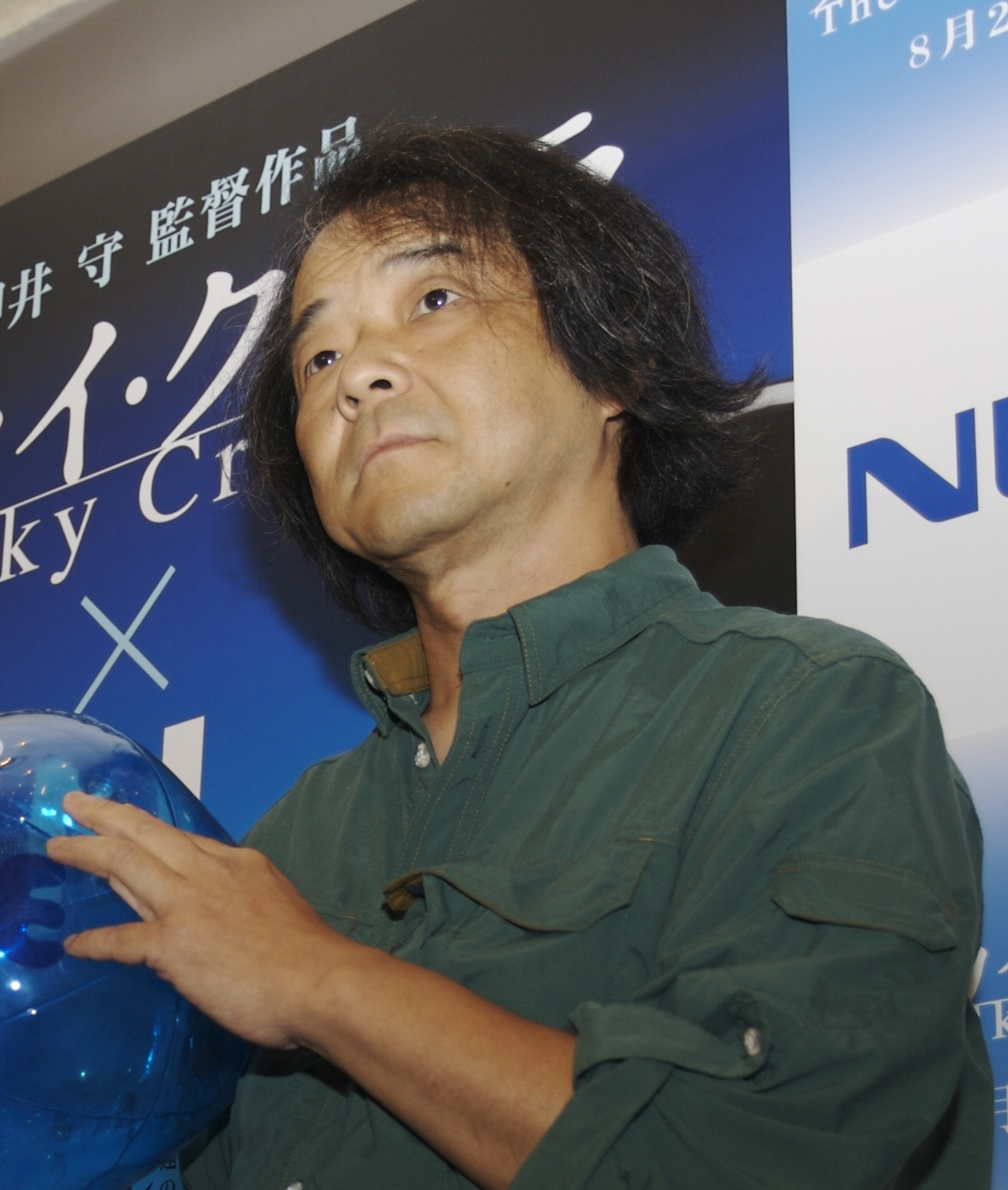
Mamoru Oshii en 2008.

En Japón es muy reconocido el anime de Mamoru Oshii (1951). Tras trabajar un tiempo para la televisión, Oshii llamó pronto la atención por su serie Urusei Yatsura, así como por la muy posterior Patlabor. Sin embargo, el nombre de Oshii llegará a las audiencias occidentales gracias a Ghost in the Shell (1995). En la edición de Cannes de abril de 2004 presentó  Ghost in the Shell 2: Innocence (2004), que viene a ser una continuación de la anterior.

### Katsuhiro Ōtomo
Katsuhiro Ōtomo (1954) alcanzó fama internacional gracias a Akira (1988), basado en un manga homónimo de creación propia, tras el cual viene la película Memories (1995), codirigida con Kōji Morimoto y Tensai Okamura. Más tarde vuelve a llamar la atención por su Steamboy (2004), una historia del steampunk más tradicional con un presupuesto enorme.

### Hayao Miyazaki

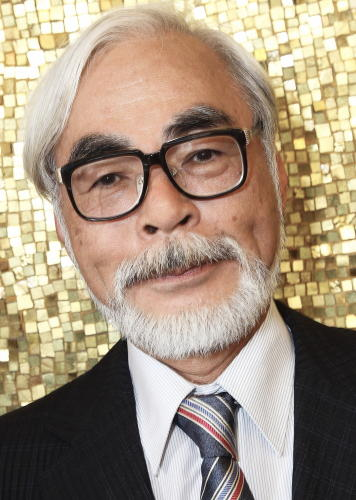
Hayao Miyazaki en 2008.

Con el estreno de La princesa Mononoke (1997) vuelve a resonar el nombre de Studio Ghibli. Con esta historia ambientada en la era Muromachi —siglos XIV al XVI—, se vuelve al tema de la naturaleza amenazada por los seres humanos. Sobrepasando todas las expectativas, la recaudación rebasa los diez mil millones de yenes, superando incluso a la norteamericana E.T., el extraterrestre. Miyazaki, que había declarado a los medios de comunicación que ésta sería su última película, se retractará poco tiempo después de dicha afirmación.
Miyazaki volverá a la dirección en 2001 con El viaje de Chihiro, historia de una chica caprichosa que, para salvar a sus padres atrapado por un bruja, arriesga su vida internándose en una gigantesca casa de baños poblada por seres sobrenaturales, aprendiendo a valerse por sí misma. Volvió a renovar el listón de taquilla, con unos ingresos de treinta mil millones de yenes, por encima de los veintiséis mil de Titanic. En la edición de febrero de 2002 del Festival Internacional de Cine de Berlín consigue el Oso de oro y en marzo de 2003 el Oscar a la mejor película de animación, hechos ampliamente recogidos por la prensa japonesa. 
Miyazaki regresó más tarde con Howl no Ugoku Shiro —traducida como El castillo ambulante, El increíble castillo vagabundo y El Castillo Andante, 2004—. En septiembre de 2005 Miyazaki recibe el León de Oro a su carrera. En cambio Takahata, su compañero, después del fracaso comercial de Mis vecinos los Yamada, (1999) y después de varios años alejado, volvió a dirigir y en el año 2013 estrenó la que sería su última película El cuento de la princesa Kaguya, en el año 2018, Isao Takahata fallece.